# هراچیا آندرئاسیان
هراچیا همایاکی آندرئاسیان (ارمنی: Հրաչյա Հմայակի Անդրեասյան؛ زادهٔ ۲۹ ژانویهٔ ۱۹۳۲ - درگذشته ۹ نوامبر ۱۹۹۹) یک سیاستمدار و فرد نظامی اهل ارمنستان است که از تاریخ ۱۹۹۳ تا تاریخ ۱۲ مه ۱۹۹۴ سمت رئیس ستاد مشترک نیروهای مسلح ارمنستان را برعهده داشت.

## زندگی‌نامه
در ۲۹ ژانویهٔ ۱۹۳۲ در کراسنودار به دنیا آمد . وی همچنین برنده قهرمان ملی ارمنستان (۲۰۲۱) شده است. وی در ۹ نوامبر ۱۹۹۹ در سن سالگی در مسکو درگذشت.

## جوایز
- [۱]